# Anette/Anette – krimjouren
Anette/Anette – krimjouren är en svensk dokumentärfilm från 2005 i regi av Klara Björk och Christina Olofson. Filmen skildrar poliserna Anette och Anette som arbetar i varsin stad i Sverige. Den hade premiär 31 januari 2005 på Göteborgs filmfestival.